# VfL Köln 1899
VfL Köln 1899 was een Duitse omnisportvereniging uit het noorden van de stad Keulen.

## Geschiedenis
De club ontstond in 1937 na een fusie tussen Kölner SC 1899 en CfR 1899 Köln. VfL speelde in de Gauliga Mittelrhein, een van de zestien hoogste klassen. In het eerste seizoen werd de derde plaats behaald. Na twee middelmatige plaatsen werd de club autoritair kampioen in 1940/41 met zes punten voorsprong op stadsrivalen VfR 04 Köln en Mülheimer SV 06. Hierdoor plaatste de club zich voor de eindronde om de landstitel en werd in een groep ingedeeld met Kickers Offenbach, TuS Helene Altenessen en FC Mülhausen 93. VfL werd groepswinnaar en was de eerste club uit de Gauliga Mittelrhein die de groepsfase overleefde. In de halve finale verloor de club echter met 4:1 van FC Schalke 04.
Door de gebeurtenissen tijdens de Tweede Wereldoorlog werd de Gauliga verder opgesplitst en VfL ging in de Gauliga Köln-Aachen spelen en werd opnieuw overtuigend kampioen. In de eindronde had de club een bye voor de eerste ronde en in de tweede ronde verloren ze van Kickers Offenbach. Het volgende seizoen werd de club derde en in 1943/44 bundelde de club de krachten met stasdrivaal SpVgg Sülz 07. In die tijd gingen meerdere clubs een tijdelijke fusie aan om een volwaardig team op te stellen. Als KSG VfL 99/Sülz Köln werd de club kampioen met één punt voorsprong op SV Düren 99. In de eindronde verloor de club meteen van KSG SpV/TuS 48/99 Duisburg.
Na de oorlog speelde de club in 1946/47 nog in een Rijncompetitie waar ze zesde werden, maar toen de Oberliga West opgericht werd plaatste de club zich hier niet voor en ging naar de tweede klasse. Nadat enkele clubs fuseerden in de stad en de nieuwe clubs 1. FC Köln, Fortuna Köln en SC Viktoria Köln tot stand kwamen werd de concurrentie voor de club te groot. In 1950/51 speelde de club in de tweede klasse en daarna in de derde klasse. Inmiddels is de club helemaal weggezakt tot naar de Kreisliga, een van de laagste klassen van Duitsland.
Sinds 2002 speelt de club in een nieuw stadion, op enkele honderden meters van het oude.
In het seizoen 2007-08 speelt het eerste team in de Kreigsliga A, maar na twee degradaties op rij belandde de club in een absoluut dieptepunt in de Kreisliga C. In 2012 eindigde de club slechts veertiende op zestien clubs.
De club telt naast het eerste elftal ook nog twee seniorenteams, drie veteranenteams en twaalf jeugdteams, waaronder twee meisjesteams. Op 1 juli 2013 fuseerde VFL Köln 1899 met FSV-Köln-Nord. De naam van de fusieclub werd 1. FSV Köln 1899.

## Erelijst
Gauliga Mittelrhein
1941
Gauliga Köln-Aachen
1942